# 三井街道
三井街道，是中华人民共和国江苏省常州市新北区下辖的一个乡镇级行政单位。2020年7月，撤销河海街道、三井街道，设立新的三井街道。以原河海街道、三井街道的行政区域为三井街道行政区域。

## 行政区划
三井街道下辖以下地区：
华山社区、飞龙社区、三井社区、巢湖社区、府田社区、府成社区、洪福社区、藻江社区和软件园社区。